# سینابون
سینابون (انگلیسی: Cinnabon) یک زنجیره فروشگاه شیرینی و سایر مواد غذایی آمریکایی است که در سراسر جهان، به ویژه در مناطق شلوغ مانند مراکز خرید و فرودگاهها شعبه دارد. معروف‌ترین محصول این شرکت رول سینابون است.